# Fanny Hill (1983)
Fanny Hill, ein britischer Spielfilm aus dem Jahre 1983, ist eine von mehreren Verfilmungen des gleichnamigen erotischen Romans von 1749. Der Streifen erschien auf Video unter dem Titel Fanny Hill – Memoiren eines Freudenmädchens.

## Handlung
Fanny Hill erzählt rückblickend, wie sie als Waise vom Land nach London zieht. Kaum dort angekommen, stiehlt ihr ein Dieb das wenige Geld, das sie hat. Über eine Kupplerin landet sie ahnungslos in einem Hurenhaus, dessen Puffmutter ihre kostbare Unberührtheit an einen widerlichen Freier verschachert. Allerdings setzt sie sich gegen die Zudringlichkeit dieses Mannes erfolgreich zur Wehr.
Bald lernt Fanny den liebenswürdigen jungen Charles kennen, der ihr die Flucht aus dem Bordell ermöglicht, und verliebt sich in ihn. In einem Gasthof entjungfert er sie. Das immense Glück der beiden findet ein jähes Ende, als Charles’ Vater, der für seinen Sohn andere Pläne verfolgt, den jungen Mann nach Indien schickt. Den Trost, ein Kind von Charles zu erwarten, verliert Fanny durch eine Fehlgeburt. Um die angelaufenen hohen Schulden für die gemeinsame Wohnung zu bezahlen, wird sie die Mätresse eines wohlhabenden Lords, für den eine Reitgerte zu den unentbehrlichen Utensilien beim Sex gehört. Als er ihre Affäre mit dem Stallburschen entdeckt, beendet er die Verbindung. Fanny heuert bei der vornehmen Frau Cole an, die ihr gehobenes Bordell als Hutmanufaktur tarnt. In dieser vornehmen Gesellschaft fühlt sie sich wohl. Sie versüßt dem alten und begüterten Junggesellen Barville die letzten Tage und erbt sein gesamtes Vermögen. Triumphierend reist sie nach Nordengland zurück. Während einer Übernachtung vernimmt sie die Stimme von Charles, der nach England zurückgekehrt ist und sie verzweifelt gesucht hat. Sie schließen sich glücklich in die Arme und leben fortan in Wohlstand.

## Kritiken
Die deutschen Kritiker meinten, der Film reduziere die Handlung des Romans auf einen Softporno. Der film-dienst nannte die „bunt“ ausmalende und „schwülstig“ ausgestattete Produktion „zum Abgewöhnen“ und riet ab. Der Fischer Film Almanach sah nur „eine Revue der Nummern“, während im Filmjahrbuch 1984 zwar die Schönheit der Hauptdarstellerin erwähnt wird, jedoch auch, dass die Nebenfiguren mehr Vergnügen bereiteten als Fanny Hill.